# 동티모르의 경제
동티모르의 경제는 세계은행에 의해 순위가 매겨진 저소득층 경제이다. 그것은 인간 개발 지수에서 133위를 차지했는데, 이것은 인간 개발의 중간 수준을 나타낸다. 인구의 20%가 실업자이고 52.9%는 하루에 1.25달러 미만으로 생활한다. 인구의 약 절반이 문맹이다. 동티모르의 도시화율은 27%로 세계에서 가장 낮다.
2007년 동티모르에서는 흉년이 들어 사망자가 발생했다. 11월까지, 11개의 하위 구역은 여전히 국제 원조를 통해 공급되는 식량을 필요로 했다.
2010년 인구조사에서 수집된 데이터에 따르면 도시 가구의 87.7%, 농촌 가구의 18.9%가 전기를 사용하고 있으며, 이는 전체 평균 36.7%에 달한다.

## 역사
티모르섬은 식민지화 이전과 식민지화 중에 백단목으로 가장 잘 알려져 있다. 포르투갈 식민지 행정부는 또한 석유와 가스 매장량을 개발할 수 있는 권한을 해양 탐사 회사에 부여했다. 그러나 1976년 인도네시아의 침공으로 인해 축소되었다.
석유화학 자원은 1989년 티모르 갭 조약으로 인도네시아와 호주에 분할되었다. 이 조약은 1972년 양국이 합의한 해상 경계에 당시 포르투갈령 티모르가 남긴 "갭" 지역의 해저 자원 공동 개발 가이드라인을 수립했다. "공동" 구역의 수익은 50대 50으로 나누기로 되어 있었다. 우드사이드 석유와 코노코필립스는 1992년 두 정부를 대신하여 티모르 갭의 일부 자원을 개발하기 시작했다.
1999년 말, 동티모르 경제 인프라의 약 70%가 인도네시아군과 반독립 민병대에 의해 파괴되었고, 26만 명이 서쪽으로 피난을 갔다. 2002년부터 2005년까지 유엔이 주도한 평화유지군 5000명(정점 8000명)과 경찰 1300명이 참여한 국제 프로그램이 사회기반시설을 재건했다. 2002년 중반까지, 약 5만 명을 제외한 모든 난민들이 돌아왔다.

## 부문

### 농업
동티모르는 농업 분야가 발달해 있다. 커피, 쌀, 옥수수, 코코넛, 카사바, 콩, 바나나, 망고, 고구마가 재배된다.

## 개발 프로젝트

### 오일 및 가스
한 가지 유망한 장기 프로젝트는 동티모르 남동쪽 해역의 석유 및 천연가스 자원을 호주와 공동 개발하는 것이다.
동티모르는 독립 당시 영구적인 해상 경계선을 물려받지 않았으며, 갭 조약이 불법이라고 부인했다. 동티모르가 독립했을 때 체결된 티모르해 조약은 동티모르 공동개발구(JPDA)를 정의하고, 동티모르에 기존 프로젝트의 수익의 90%, 호주에 10%를 부여했다. 동티모르 독립 이후 JPDA의 첫 번째 중요한 새로운 발전은 대(對)티모르 가스전인 티모르해에서 가장 큰 석유 자원이다. 2003년과 2005년에는 별도의 협정의 대상이 되었다. 이 중 20%만이 JPDA에 속하고 나머지는 조약의 적용을 받지 않는 해역에 있다. 초기 임시 협정으로 호주는 82%의 수익을 얻었고 동티모르는 18%의 수익만을 얻었다.
동티모르 정부는 유엔해양법협약에 따라 호주와 중간선에서 확실한 경계를 협상하기 위해 노력하고 있다. 호주 정부는 1972년과 1991년에 인도네시아와 합의한 대로 넓은 호주 대륙붕 끝에 경계를 설정하는 것을 선호했다. 일반적으로 이와 같은 분쟁은 국제사법재판소나 국제해양법재판소에 공정한 결정을 의뢰하지만, 호주 정부는 동티모르 독립 직전에 이러한 국제 관할권(해상 경계에 관한 문제)에서 철수했다.
그럼에도 불구하고, 대중과 외교적 압력에 불구하고, 호주 정부는 대신 그레이트 선라이즈 가스전의 로열티에만 대한 막판 양보를 제안했다. 2005년에 양국이 해양 경계에 대한 분쟁을 제쳐두고, 동티모르는 대해돋이 개발로 인한 수익의 50%(프로젝트 기간 동안 260억 호주 달러 또는 약 200억 미국 달러)를 지원하기로 합의하였다. 그러나 동티모르가 주장하는 해역 내에서의 다른 개발은 JPDA(라미나리아-코랄리나, 버팔로) 밖에서 호주에 의해 일방적으로 계속 이용되고 있다.
석유 로열티 수익금 중 일부는 동티모르의 국부펀드인 동티모르 석유기금으로 보내진다.